# 李瓘 (嗣许王)
李瓘（7世纪？—747年），唐朝宗室。唐高宗之孙，许王李素节的儿子。
李素节被武则天杀害时，其子李琪、李瑛、李玑、李琬、李瓚、李瑒、李瑗、李琛、李唐臣等九人并为武则天所杀，只有幼子李琳、李瓘、李璆、李钦古以年幼，长囚雷州。神龙初，唐中宗复位，封李瓘为嗣许王，实封四百户。
开元初年，封李琳为嗣越王，以绍越王李贞之后。李璆为嗣泽王，以继伯父泽王李上金之后。开元十一年（723年），李瓘为卫尉卿。他抑制伯父李上金的儿子不得承袭，以自己的弟弟李璆继爵。开元十二年（724年）四月，唐玄宗为了惩戒他，贬他为鄂州别驾，封故泽王李上金之子李义珣为嗣泽王。嗣江王李祎降为信安郡王，嗣蜀王李䄖为广汉郡王，嗣密王李彻为濮阳郡王，嗣曹王李臻为济国公，嗣赵王李琚为中山郡王，武阳郡王李继宗为澧国公。李祎等都是神龙之后外宗继为嗣王，因李瓘争夺泽王之封，玄宗尽令他们归宗改封。李瓘官至邠州刺史、秘书监、守太子詹事。李瓘晚年才有儿子，命李璆之子李益为嗣。天宝六载（747年）李瓘去世，赠蜀郡大都督。李瓘的二子李解、李需，都很幼小。天宝十一载（752年），李益袭封许王。天宝十四载（755年），李解娶杨銛之女，袭许王。李解官至宗正少卿，李解子李昭，嗣许王，官至殿中監。